# Tutti pazzi per Mary
Tutti pazzi per Mary (There's Something About Mary) è un film del 1998 diretto dai fratelli Peter e Bobby Farrelly.
Il film segnò un punto di svolta sia nella carriera dei registi che in quella dei due protagonisti: negli Stati Uniti accrebbe la loro popolarità, mentre nei restanti paesi li rese noti al grande pubblico. Presero parte a semplici cameo vari personaggi famosi; tra di essi il giocatore di football americano Brett Favre, l'attore Richard Jenkins e il comico Harland Williams.
La pellicola uscì negli Stati Uniti il 15 luglio 1998, mentre in Italia il 16 ottobre dello stesso anno, facendo registrare un incasso pari a 370 milioni di dollari a livello mondiale e rivelandosi un successo sia di pubblico che di critica, la quale apprezzò in particolare il politicamente scorretto costantemente presente nel film. Vinse numerosi premi, tra cui quattro MTV Movie Awards e tre Teen Choice Award, ricevendo peraltro due candidature ai Golden Globe 2000. Nel 2000 l'American Film Institute lo inserì al ventisettesimo posto nella lista delle migliori cento commedie americane di tutti i tempi.

## Trama
Nel 1985 lo studente sedicenne Ted Stroehmann si innamora di Mary Jensen, una bellissima ragazza che frequenta il suo stesso liceo; riesce a fare colpo su di lei quando difende da un bullo Warren, fratello della giovane affetto da un ritardo mentale. Mary decide così di invitare Ted al ballo di fine anno, al posto del suo ex-fidanzato Woogie. Recatosi a casa della ragazza Ted è costretto a usare il bagno; mentre però richiude la cerniera dei pantaloni i suoi genitali rimangono incastrati ad essa, suscitando così l'ilarità dei genitori di Mary, di un poliziotto e di un pompiere, questi ultimi capitati lì per caso. I tentativi di risolvere la situazione risultano vani e causano infine un'emorragia, che costringe il ragazzo ad essere ricoverato d'urgenza all'ospedale e a rinunciare conseguentemente al ballo. Poco tempo dopo Mary si trasferisce a Miami e Ted non ha più occasione di rincontrarla.
Nel 1998 l'ormai ventinovenne Ted, di professione scrittore sportivo, continua a sottoporsi a varie sedute di psicoanalisi per cercare di dimenticare la ragazza, ma con scarsi risultati. Si confida così con il suo migliore amico Dom, che gli consiglia di recarsi da un suo conoscente, l'investigatore privato Patrick "Pat" Healy. Il detective, sebbene ritenga Ted un maniaco, decide di accettare l'incarico: scopre così dove abita Mary, inizia a pedinarla e ascolta di nascosto le sue conversazioni. Healy si innamora rapidamente di lei e, conoscendo sia le sue passioni sia ciò che apprezza, usa queste informazioni per farsi benvolere dalla giovane; decide inoltre di licenziarsi e di trasferirsi nella città della ragazza. Per far desistere Ted, gli racconta infine numerose bugie affermando che Mary – sebbene non sia sposata – ha quattro figli, è ingrassata, divenuta disabile e peraltro partita verso il Giappone.
Tuttavia Tucker, un architetto invalido amico di Mary, si mostra fin da subito sospettoso nei confronti di Pat. Cerca così di mettere la ragazza in guardia, sostenendo di aver fatto delle ricerche e scoperto che Healy non è solo un bugiardo, bensì un pericoloso assassino con alle spalle vari omicidi; consiglia perciò a Mary di cercare di stare lontana da lui, senza però farlo insospettire. Venuto a sapere questo, Pat decide di pedinare Tucker per ottenere vendetta: scopre così che anche lui è un impostore innamorato di Mary, che non è disabile e che di mestiere consegna pizze a domicilio.
Mentre sia Tucker che Pat cercano di conquistare la giovane, Ted scopre casualmente che Pat aveva mentito e decide di partire a sua volta verso Miami. Durante il tragitto dà un passaggio ad un eccentrico autostoppista che viaggia insieme ad un'ingombrante sacca rossa e che lo vuole convincere ad entrare in società con lui; successivamente si ferma per urinare, recandosi inconsapevolmente in un'area frequentata da vari gigolò dove la polizia fa irruzione, arrestandolo. Durante il controllo le forze dell'ordine perquisiscono inoltre la sua macchina e trovano il bagaglio dell'autostoppista – nel frattempo fuggito – contenente un uomo tagliato a pezzi. Ted viene così condotto in centrale e a causa di un equivoco ritenuto l'assassino e malmenato da uno dei poliziotti addetti ad interrogarlo. In seguito, l'autostoppista viene arrestato e Ted può continuare il suo viaggio insieme a Dom, che dopo aver osservato l'evento in televisione era partito per aiutarlo.
Ted riesce così a rivedere Mary, la quale si mostra subito entusiasta dell'incontro, tanto da fargli decidere di trattenersi in città per stare vicino all'amata. La giovane scopre così di provare dei sentimenti per il ragazzo e anche Warren si affeziona notevolmente a lui. In seguito Ted rimane l'unico pretendente, ma la sua relazione viene bruscamente interrotta da una lettera anonima che lo accusa di aver ingaggiato Pat Healy per spiarla. Sconvolta, la ragazza accusa Ted di aver voluto giocare con i suoi sentimenti; quest'ultimo decide così di andarsene, dopo avere però rivelato il motivo della sua azione:
Ted si reca così a casa di Pat per confrontarsi con lui, ma capisce che né quello né Tucker avevano inviato la lettera. Scopre però che quest'ultimo aveva mentito a Mary per liberarsi di un precedente fidanzato della ragazza, il giocatore di football americano Brett Favre, ritenendo che i due si sarebbero sposati. Nel frattempo, Woogie entra in casa di Mary per rimettersi insieme a lei; la situazione tuttavia degenera e sia Pat che Tucker – i quali stavano ascoltando di nascosto la conversazione – sono costretti ad intervenire. I due scoprono così che Woogie è Dom, che non aveva mai accettato la fine della relazione con Mary. Arriva infine Ted insieme a Brett e, dopo aver rivelato la verità, consiglia a Mary di ritornare con quest'ultimo:
Gli altri tre pretendenti lo accusano però di voler condizionare Mary e gli chiedono se la ama; Ted risponde di no e se ne va, in lacrime. Quando è già lontano dall'abitazione di Mary, quest'ultima gli corre incontro, chiedendogli se era stato sincero nella sua precedente affermazione. Ted risponde che il suo unico desiderio è vederla felice, ed è per questo disposto a mettersi da parte. Tuttavia Mary, compreso l'amore di Ted nei suoi confronti, decide di stare insieme a lui, ricordandogli che anche tredici anni prima aveva fatto la stessa scelta. I due così si baciano appassionatamente.

## Personaggi
- Mary Jensen è un'affascinante ragazza che vive a Miami; è un chirurgo ortopedico, ama il golf e compie volontariato nel "centro per persone speciali" che si occupa di suo fratello Warren. È oggetto del corteggiamento di numerosi giovani tra cui Ted Stroehmann, che conosce fin dai tempi del liceo. Alla fine deciderà di stare con lui, poiché capisce che la ama veramente.
- Ted Stroehmann è un ragazzo timido e impacciato, innamorato di Mary da quando aveva sedici anni. Tredici anni dopo decide di re-incontrare la ragazza, riuscendo in seguito sia a conquistare il cuore della giovane, sia a farsi benvolere da suo fratello Warren.
- Patrick "Pat" Healy è un investigatore privato, che rintraccia la ragazza su mandato di Ted e a insaputa di quest'ultimo se ne innamora; prova di conseguenza ad ostacolare il ragazzo nel suo rapporto con Mary.
- Norman "Tucker" Phipps è un fattorino, innamorato anch'egli di Mary. Si finge un architetto disabile e usa subdoli espedienti per allontanare i vari pretendenti dalla giovane.
- Dom "Woogie" Woganowski è il migliore amico di Ted ed ex-fidanzato di Mary. L'ossessione che prova nei confronti di quest'ultima gli provoca una forte eruzione cutanea.
- Magda è la vicina di Mary e passa molto tempo con la ragazza da quando è morto suo marito. Ascolta con un apparecchio le conversazioni del vicinato.
- Warren Jensen è il fratello di Mary, con disabilità intellettiva; a causa di ciò odia che gli vengano toccate le orecchie. Nel corso del film si affeziona notevolmente a Ted.
- Brett Favre è uno dei precedenti fidanzati di Mary; la relazione tra i due si era interrotta a causa di una bugia detta da Tucker.

## Produzione

### Sviluppo del progetto

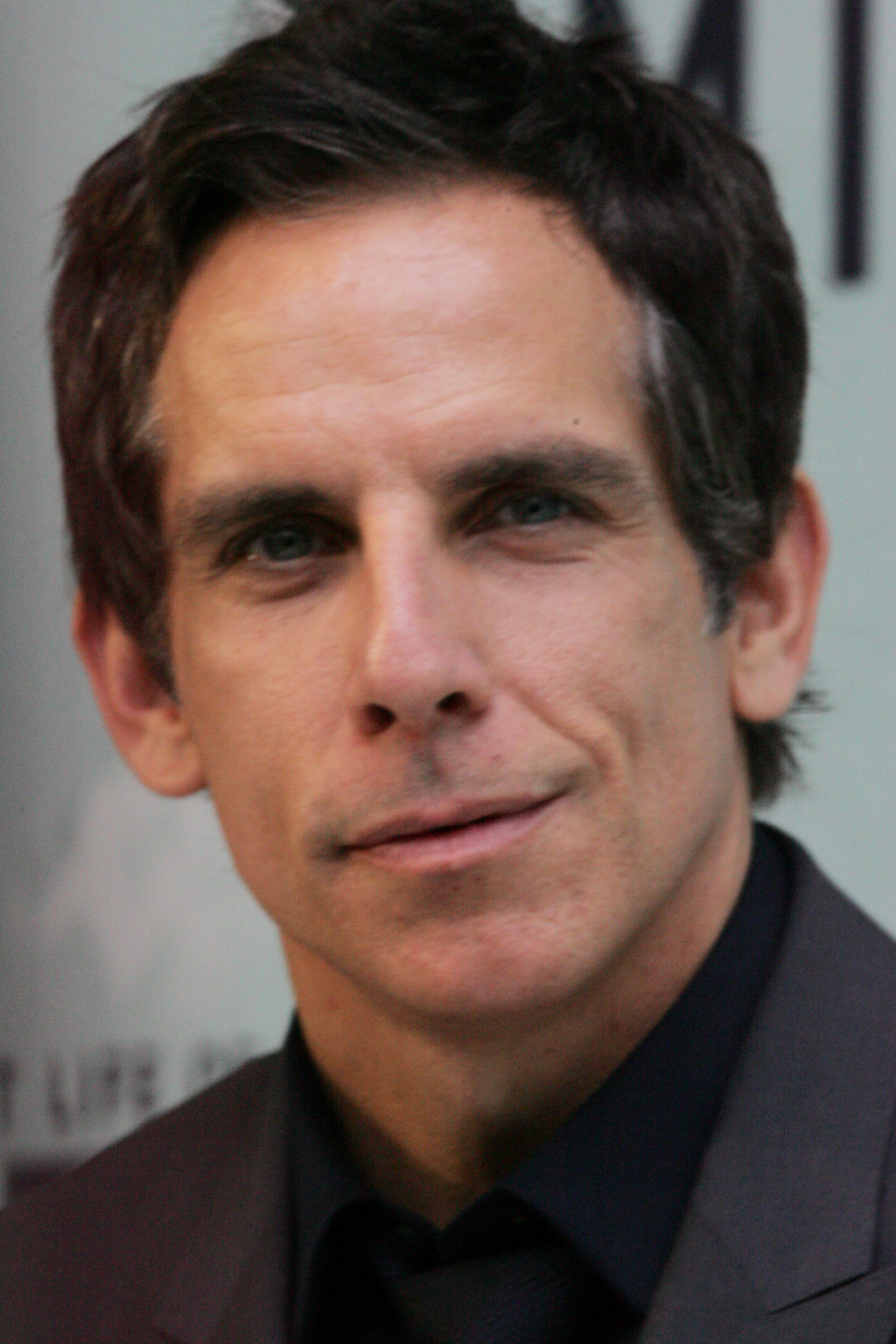
Ben Stiller interpreta Ted Stroehmann, il protagonista maschile della pellicola

Gli sceneggiatori del film, Ed Decter e John J. Strauss, si ispirarono ad un reale fatto di cronaca, riguardante un uomo che aveva ingaggiato un investigatore privato per ritrovare la ragazza del liceo che aveva perso di vista e immaginando cosa sarebbe accaduto "se quel detective fosse, come noi, un po' perverso, e osservasse quella ragazza e se ne innamorasse da lontano, e poi riferisse di non averla incontrata o che non è desiderabile". Similmente, secondo il co-regista e co-sceneggiatore Bobby Farrelly, la pellicola:
(Bobby Farrelly)

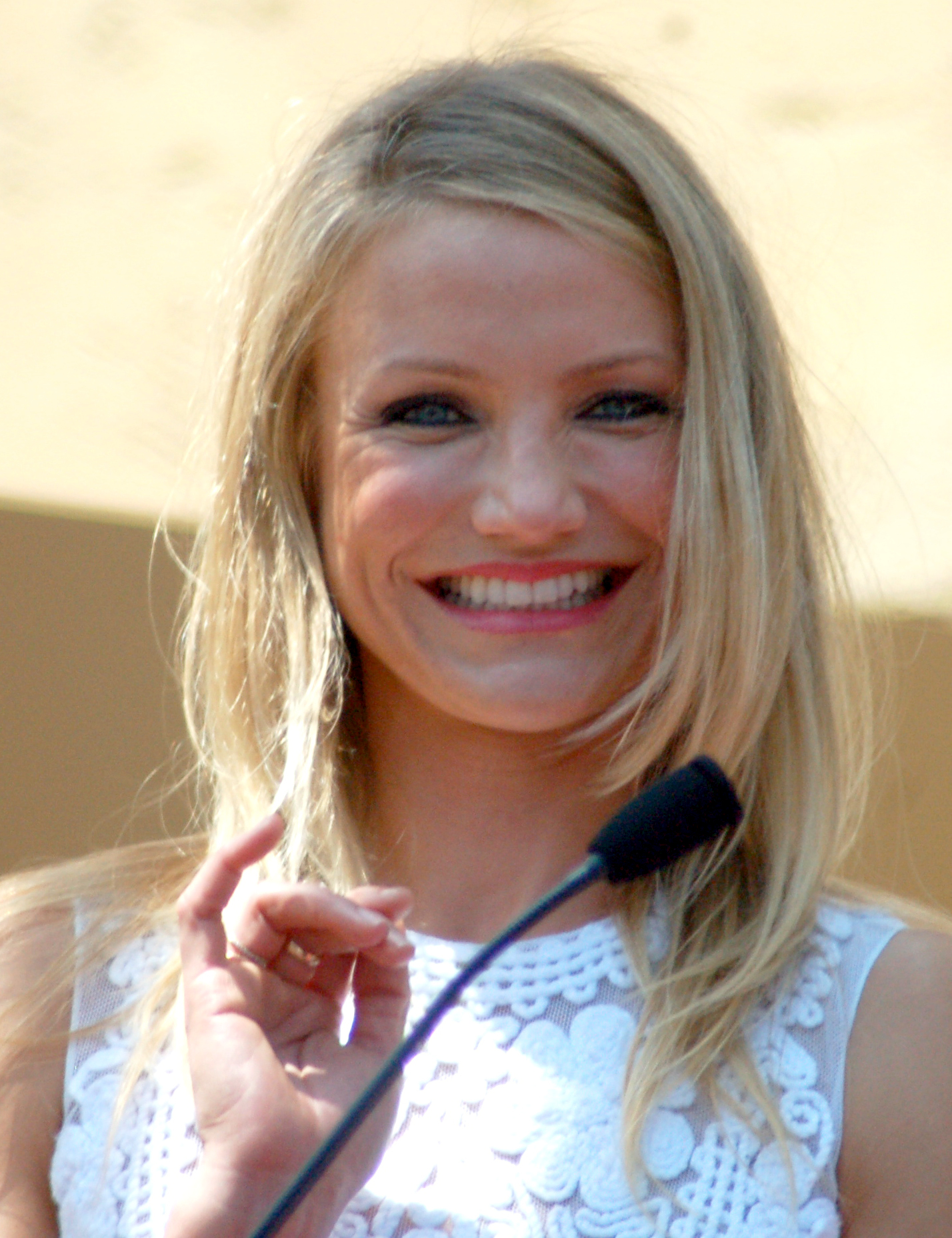
Cameron Diaz interpreta Mary Jensen, la protagonista femminile della pellicola

Lo spec script del film fu terminato nel 1988, tuttavia non venne utilizzato fino al 1997. In quell'anno Frank Beddor – un amico dei due sceneggiatori che desiderava diventare produttore cinematografico – rimase colpito dall'opera e riuscì a porgerla all'attenzione del presidente della 20th Century Fox, Thomas Rothman. Quest'ultimo rivelò che mentre leggeva il copione gli uscirono addirittura delle lacrime dal divertimento e decise perciò di avallare il progetto, sebbene lo considerasse estremamente anticonvenzionale. Tale aspetto è stato sottolineato anche da Ben Stiller, che ha definito ironicamente la sceneggiatura una di quelle "che poteva essere divertente, o terribile e imbarazzante. E in realtà era entrambe le cose".
Frank Beddor contattò personalmente i fratelli Farrelly per proporre loro la regia del film, poiché aveva con essi uno stretto legame d'amicizia. Sebbene i Farrelly fossero assai conosciuti nell'ambiente cinematografico dopo il successo del loro primo film, Scemo e più scemo, pensavano inizialmente che Tutti pazzi per Mary sarebbe stato il loro ultimo lavoro; Kingpin, il progetto a cui si erano dedicati precedentemente, si era rivelato infatti un insuccesso commerciale del quale non avevano recuperato neppure le spese di produzione. Riguardo alla pellicola, i registi la definirono essere "frutto di una vera collaborazione [con gli sceneggiatori e gli attori] nella quale, naturalmente, aggiungemmo il nostro particolare tipo di umorismo". Questa opinione è stata ripresa anche dalla protagonista Cameron Diaz, che ha definito i Farrelly "avere il dito sul polso della commedia", ricordando con piacere "l'esperienza, il cameratismo e l'energia e il clima rilassato; [...] un modo in cui di solito non vengono girati i film.
La produzione fu a carico della 20th Century Fox, società che si occupò anche della distribuzione della pellicola nel mondo; il budget del film fu di 23 milioni di dollari circa. La fotografia e il montaggio del film furono affidati rispettivamente a Mark Irwin e Christopher Greenbury, ruoli che avevano ricoperto anche nei precedenti film diretti dai Farrelly. Il responsabile della scenografia fu Scott Jacobson, il quale – secondo Ben Stiller – sembrava avere quasi la stessa voce in capitolo per quanto riguarda la regia dei Farrelly stessi. Riguardo ai personaggi, per gli sceneggiatori i due registi "sono riusciti a farla franca con un sacco di cose che normalmente sarebbero offensive, ma che accetti perché ti innamori dei personaggi". Similmente, Thomas Rothman affermò che: "non importa quanto contraddittoria, imbarazzante o stravagante fosse la situazione, i personaggi erano sempre spontanei e i ruoli venivano ricoperti con amore, dolcezza e gentilezza". Questa opinione è stata ripresa anche dall'attore e co-protagonista Matt Dillon, che lodò i Farrelly per la caratterizzazione dei personaggi e il dialogo fra essi, apprezzando inoltre "il loro stile cinematografico molto caratteristico e il fatto che in ogni loro film ci sia un gruppo di personaggi davvero memorabile".

### Sceneggiatura e regia
Bobby e Peter Farrelly erano consapevoli che "non c'erano commedie vietate ai minori da molto tempo" e che gli studi di produzione erano maggiormente propensi a finanziare film classificabili come PG-13, ossia la cui visione era permessa a partire dai tredici anni; i registi aggiunsero inoltre che nel periodo in cui filmarono Tutti pazzi per Mary la normalità era data da commedie come Il dottor Dolittle, dalle quali volevano tuttavia discostarsi. I Farrelly affermarono infatti:
(Peter Farrelly)

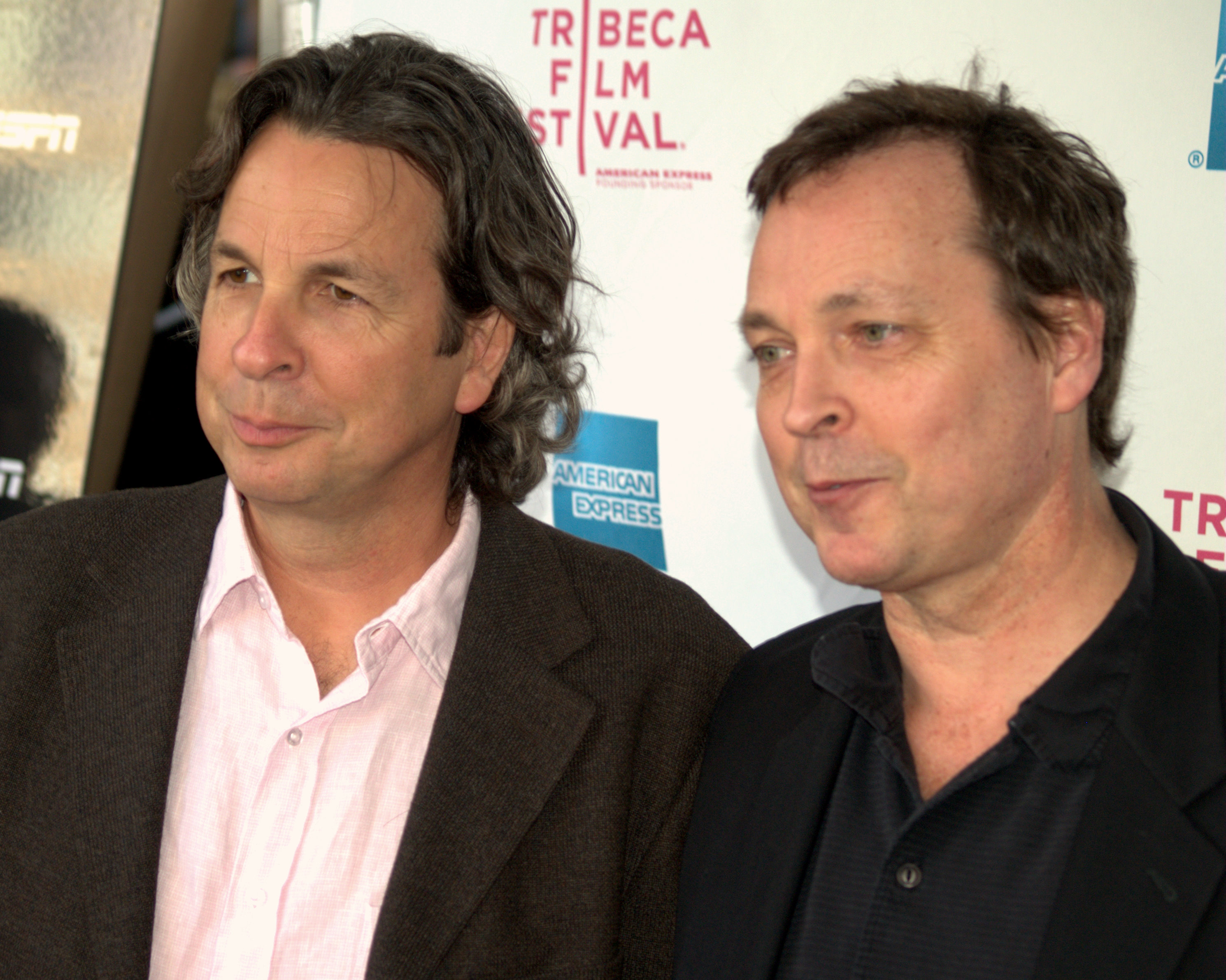
Peter e Bobby Farrelly, i registi del film

I personaggi della pellicola furono in gran parte creati sul modello di alcuni amici e conoscenti dei registi. In particolare, l'atteggiamento del patrigno di Mary fu basato sul reale comportamento che loro padre aveva tenuto in alcune occasioni; secondo Bobby Farrelly, la scelta di un attore afroamericano per tale ruolo nacque invece "dall'esigenza di modificare lo svolgimento [della scena]. Avevamo in audizione varie persone, e quando arrivò il turno di Keith [David] lui ci spiazzò completamente". Lo stesso Davis affermò di aver apprezzato la dinamica familiare presente nella pellicola, avendo anche lui avuto un patrigno. Markie Post affermò similmente che "i registi volevano un fattore shock" per il personaggio di Sheila Jensen e desideravano inserire un'attrice che nessuno si sarebbe mai aspettato di vedere; avendo i Farrelly profondamente apprezzato il suo modo di recitare nella serie televisiva Giudice di notte, il ruolo le fu assegnato senza alcuna audizione.

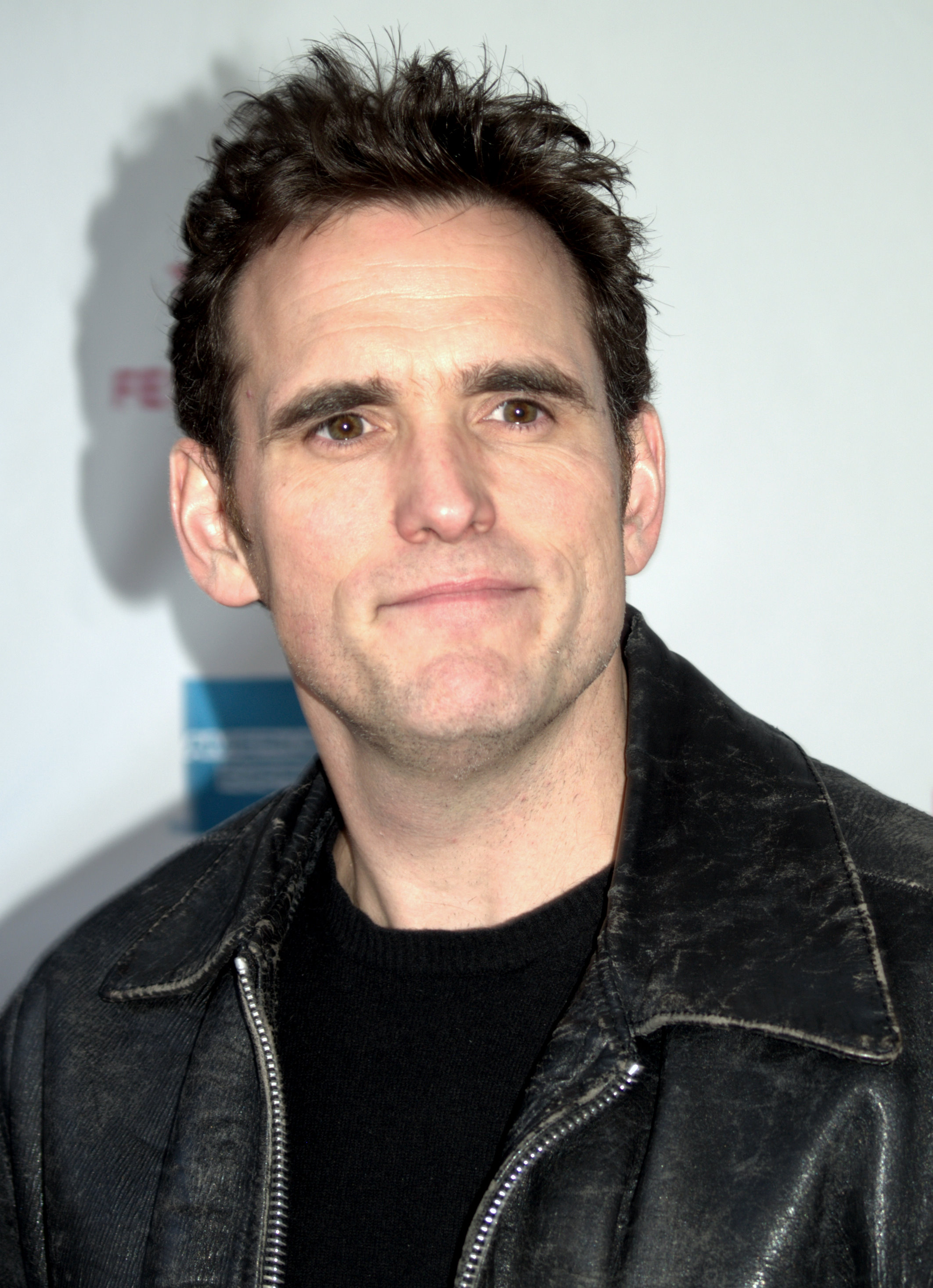
Matt Dillon interpreta Patrick "Pat" Healy, uno dei pretendenti di Mary

La scena della zip, alla quale entrambi gli attori partecipano, fu invece creata sulla base di un episodio reale accaduto a uno degli amici della loro sorella minore; i registi, riconoscendone il potenziale comico, decisero quindi di inserire tale sequenza all'interno della pellicola. La scena nella quale Puffy lecca le labbra di Magda non era in origine prevista nello script e nacque del tutto casualmente; Peter Farrelly, pur affermando che non avrebbe mai potuto chiedere a un'attrice di compiere un tale gesto, si è complimentato con Lin Shaye affermando "Questo è ciò che chiamiamo grande cinema". Nella sequenza in cui il cane Puffy viene per sbaglio gettato fuori dall'abitazione di Mary, i Farrelly non erano invece completamente convinti dalla reazione di Shaye e Diaz mentre si affacciano alla finestra; per ottenere una reazione di autentico stupore e incertezza, Bobby Farrelly si recò quindi all'esterno dell'edificio e mostrò alle due attrici il proprio sedere.
La celebre scena del "gel per capelli" causò in Cameron Diaz alcune perplessità, poiché – pur ritenendola divertente – temeva che avrebbe potuto rovinarle agli occhi del pubblico la carriera; i registi decisero quindi che avrebbero eliminato la scena, nel caso la reazione degli spettatori alle proiezioni di prova non fosse risultata positiva. Anche l'attore Ben Stiller nutriva alcuni dubbi, ritenendo impossibile che il suo personaggio non si accorgesse del "gel" attaccato al suo lobo e proponendo di spiegare in una scena che Ted aveva da piccolo perso la sensibilità all'orecchio. Per i registi tale precisazione non era tuttavia rilevante ai fini della trama, e di conseguenza non fu inserita all'interno della sceneggiatura. La sequenza del "gel per capelli" fu inoltre estremamente dibattuta all'interno della casa di produzione, tanto da essere necessari sei mesi prima dell'approvazione definitiva; gli stessi registi avevano creato venti versioni della medesima scena, essendo anche loro incerti sulla realizzazione.
L'inserimento del personaggio di Warren nella sceneggiatura fu motivo di discussione all'interno della 20th Century Fox, la quale temeva che si giungesse a deridere un handicap; tuttavia i registi, avendo conosciuto persone che si erano trovate in condizioni del genere, affermarono che "ci sono molte persone con disabilità, e perciò dobbiamo mostrarle". Un'opinione simile giunse da W. Earl Brown, secondo il quale il personaggio di Warren doveva essere recitato in modo spontaneo, dato che "se lo rendi buffo, se lo reciti sopra le righe e cerchi di sembrare simpatico, poi non risulti simpatico. Anzi, il pubblicò ti detesta per esserti preso gioco di un disabile". Riguardo alla scena finale della pellicola, i Farrelly decisero di effettuare una modifica rispetto alla prima versione della sceneggiatura, secondo la quale il personaggio di Ted veniva ucciso da un colpo di fucile dopo aver conquistato l'amore di Mary. Di conseguenza venne fatto colpire il personaggio del narratore, e il suo interprete Jonathan Richman affermò di essere stato felice del cambiamento, poiché "il finale originario era peggiore di quello attuale, e credo che questo sia molto meno scorretto [nei confronti dello spettatore]".

### Cast

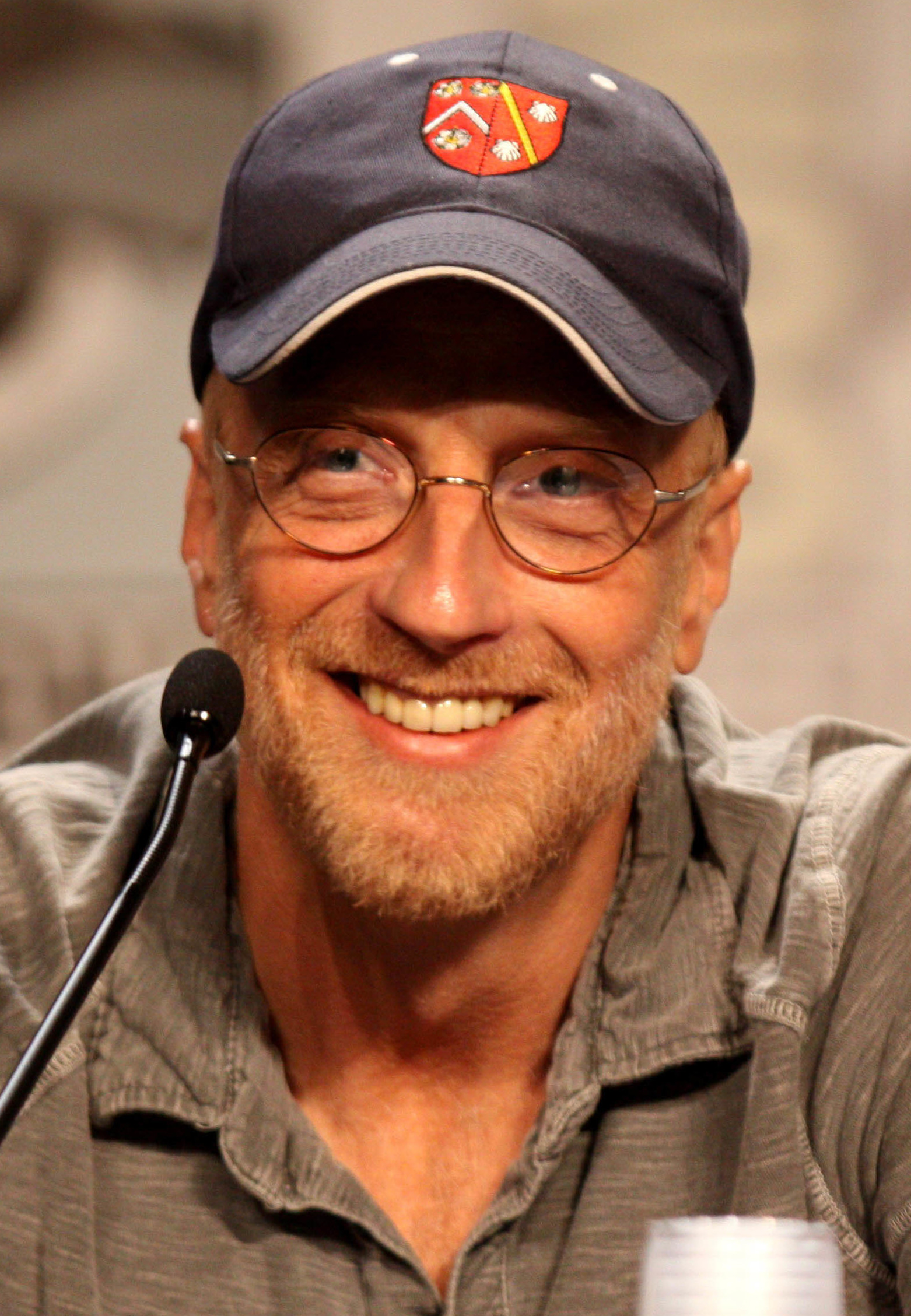
Chris Elliott interpreta Dom "Woogie" Woganowski, amico di Ted e pretendente di Mary

- Cameron Diaz è Mary Jensen. Fu per i registi la sola ed unica scelta; secondo Peter Farrelly "se mai ci fu caratterizzazione, lei è la donna perfetta: esce con i maschi, le piace farsi qualche birra, è intelligente, le piacciono gli sport e non è per niente perbenista", mentre Bobby Farrelly la definì scherzosamente "come Grace Kelly, ma con le bollicine"[3][13]. Entusiasta della sceneggiatura, Cameron Diaz decise di partecipare al progetto, nonostante il suo agente glielo avesse fortemente sconsigliato, poiché "dal suo punto di vista la trama era insana e non lo convinceva affatto"[14].
- Ben Stiller è Ted Stroehmann. Fu la prima ispirazione dei registi, tuttavia la casa di produzione era incerta sullo scritturarlo poiché riteneva che non fosse molto conosciuto in America Centrale; dopo tre settimane di ricerche, lo studio decise infine di avallare la scelta dei registi[1]. L'attore ha successivamente ricordato Tutti pazzi per Mary come il suo film preferito[15]. Tra gli altri attori provinati per fare quella parte c'erano Ricky Gervais, Owen Wilson, Jim Carrey e Jon Stewart[16].
- Matt Dillon è Patrick "Pat" Healy. Secondo il produttore Frank Beddor "tutti avevano la sensazione che sapesse fare commedie, solo non le aveva fatte da un po"[1]. Del progetto, l'attore apprezzò la libertà d'improvvisazione lasciatagli dai Farrelly, che definì "capaci di tirare fuori le cose più bizzarre"[6]. Tra gli altri attori che avrebbero potuto fare quella parte c'erano Bill Murray, Hank Azaria, Cuba Gooding Jr. e Vince Vaughn[17].
- Lee Evans è Norman "Tucker" Phipps. I registi lo scelsero poiché apprezzavano notevolmente i suoi spettacoli teatrali, ricchi di gag e improvvisazione[3]. Essendo inglese, l'attore utilizzò nella recitazione il suo accento nativo in maniera volutamente marcata per rendere un effetto comico[3].
- Chris Elliott è Dom "Woogie" Woganowski. Fu scelto poiché era uno dei tre comici preferiti dai Farrelly[3]. L'attore ricorda positivamente la partecipazione al progetto, poiché i registi "ti lasciano andare dove vuoi andare; loro controllano solo se sei divertente o meno"[6]. L'eruzione cutanea sul viso del personaggio e la fissazione per le scarpe presenti alla fine della pellicola furono idee dell'attore[3].

Tra gli altri attori presenti nella commedia:
- Lin Shaye è Magda.
- W. Earl Brown è Warren Jensen.
- Keith David è Charlie Jensen.
- Markie Post è Sheila Jensen.
- Sarah Silverman è Brenda.
- Khandi Alexander è Joanie.

- Marnie Alexenburg è Lisa.
- Jeffrey Tambor è Sully.
- Hillary Matthews è la moglie di Dom.
- Richard Tyson è l'investigatore Krevoy.
- Rob Moran è l'nvestigatore Stabler.
- Danny Murphy è il fratello del capo di Ted.

- Willie Garson è un dottore e amico di Ted.
- Danny Murphy è il fratello del capo di Ted.
- Brad Blank è un paramedico.
- Steve Sweeney è un poliziotto.
- Cindy Oliver è Renise.

#### Cameo
- Richard Jenkins è lo psichiatra di Ted.
- Harland Williams è un autostoppista. I registi, pur soddisfatti della sua recitazione, lo definirono impossibile da dirigere poiché – secondo Bobby Farrelly – "qualunque cosa tu scriva, lui la farà a modo suo"[3].
- Warren Tashjian è Freddie. I Farrelly lo vollero far apparire nel film poiché, oltre ad essere stato loro amico e vicino di casa, fu l'ispirazione per il personaggio di Warren Jensen[3].
- Brett Favre è un ex-fidanzato di Mary. Fu la terza scelta dei registi, dopo Drew Bledsoe e Steve Young[18]; il quarterback partecipò gratuitamente al film, sottolineando in seguito che il cameo aumentò in modo notevole la sua popolarità tra le persone che non seguivano il football americano[19].

### Riprese

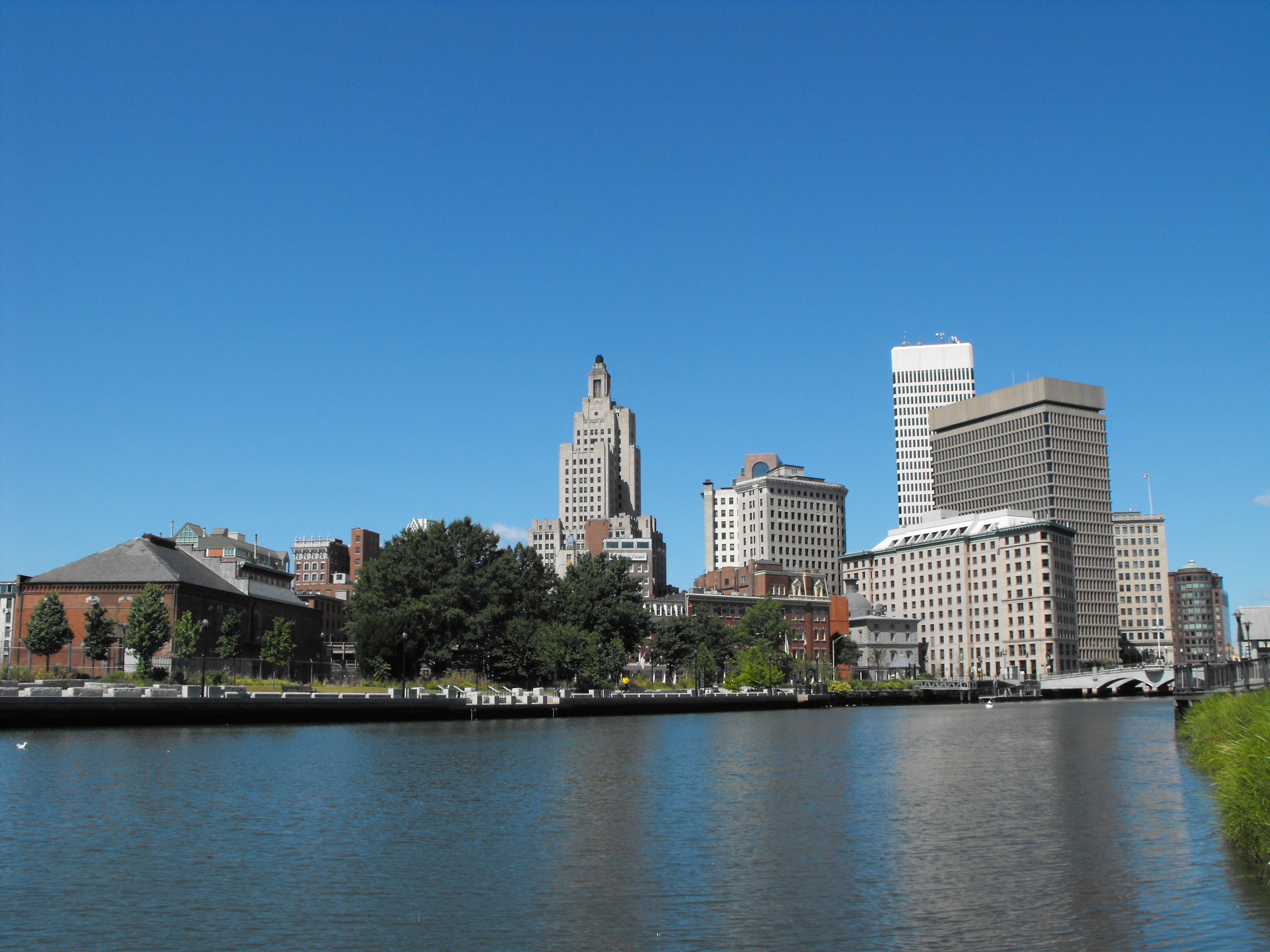
Providence, città in cui si svolgono gli eventi della prima parte della pellicola

Le riprese del film ebbero inizio il 2 dicembre 1997 e terminarono il 19 febbraio 1998. In particolare, Peter Farrelly diresse gli attori sul set, mentre Bobby Farrelly si occupò della supervisione da "dietro la cinepresa"; per Ben Stiller questa fu "una perfetta collaborazione tra fratelli, co-sceneggiatori e co-registi". Sebbene la sceneggiatura originale fosse ambientata nelle città di Boston e San Francisco, i Farrelly preferirono girare le scene a Miami e nel Rhode Island; esso era infatti per loro un modo di "tornare a casa e filmare parte del luogo, oltre che inserire amici e familiari come comparse".

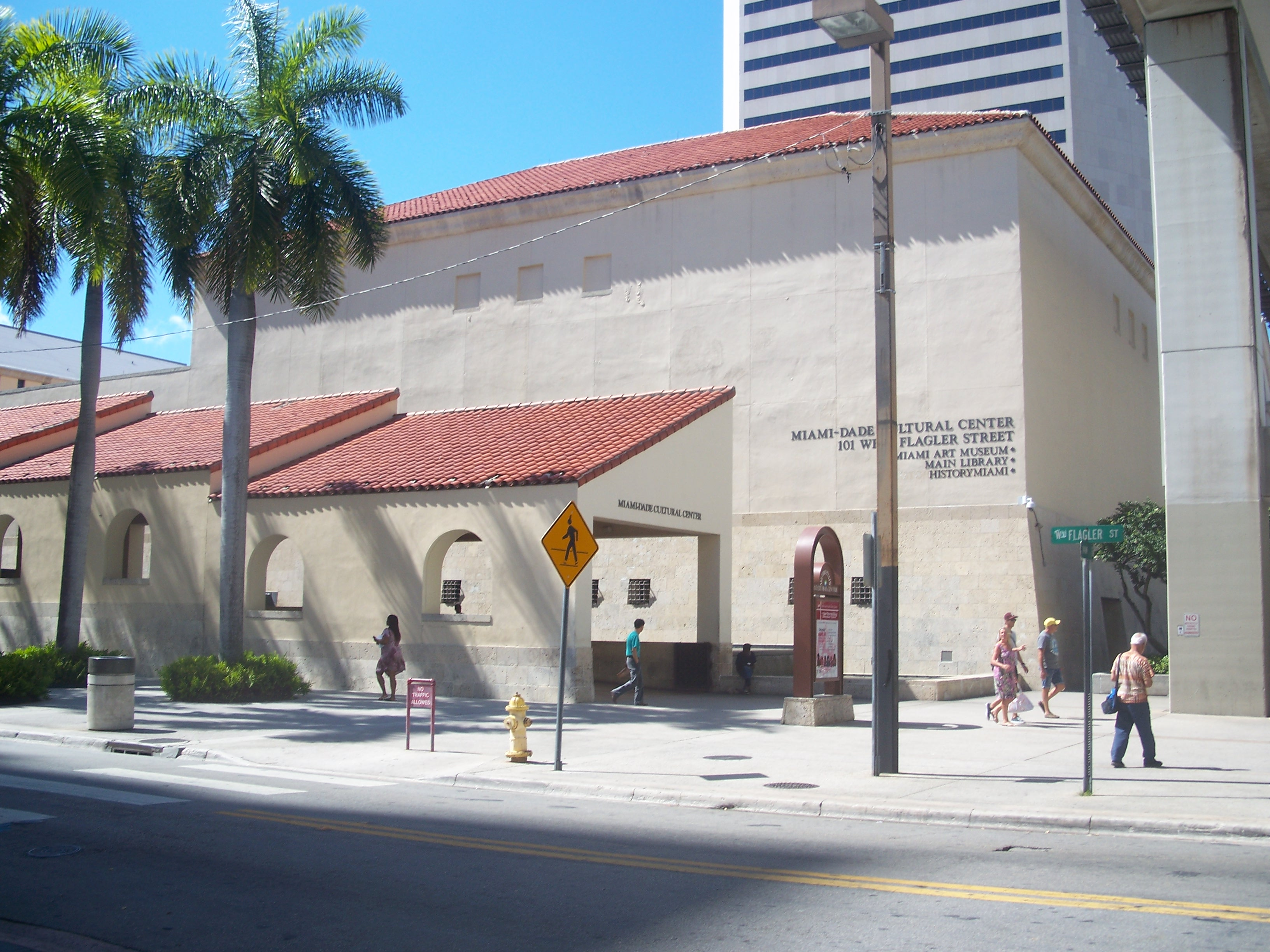
Il Miami-Dade Cultural Center, nel quale avviene il primo incontro tra Pat e Tucker

La prima settimana di riprese si svolse a Providence, città natale dei registi. Al 73 di Congdon Street è situata l'abitazione di Dom, mentre al 575 di South Water Street si trova l'Hot Club, il bar/ristorante in cui Healy incontra Ted per informarlo sulle cose scoperte riguardo a Mary. Al 55 di Fulton Street è presente il Fleet Bank Building, edificio in cui è situato l'ufficio di Pat Healy e dove sono stati inoltre girati gli interni per la scena del dialogo tra Ted e lo psicologo. Le riprese si spostarono successivamente nella città di Plantation, in Florida: al 400 NW della 73ª Avenue è situata la scuola superiore frequentata da Ted e Mary e al 1867 di Benefit Street la casa del fratello del capo di Ted. In seguito il consiglio cittadino di Plantation chiese ufficialmente alla produzione di rimuovere il nome della città dai titoli di coda, considerando "scabroso" il contenuto del film. Il 7 e l'8 gennaio 1998 furono girate delle scene all'Aqua Golf Driving Range, situato al 2250 South Park Road di Pembroke Park; la troupe si spostò quindi nell'area di Miami, dove rimase fino al termine delle riprese.
La casa dove Mary vive durante la sua adolescenza si trova a Coral Gables, al 3300 di Granada Boulevard; gli interni furono però girati nella casa adiacente, al 3414 della stessa via. L'abitazione di Ted è invece situata al 54 NE della 2ª strada a Miami; nella medesima città è situata anche la casa dove Mary vive dopo essersi trasferita, al 2066 di North Bayshore Drive. Il 25 marzo 2008 tale edificio è stato tuttavia interessato, durante i lavori per la costruzione di un complesso residenziale, da un incidente che ne ha causato la parziale distruzione e la conseguente decisione di demolirlo completamente. La scena in cui Mary e Pat si recano alla mostra d'arte è stata filmata presso il Miami-Dade Cultural Center, al 101 di West Flagler Street, mentre l'esterno dell'ufficio di Mary è situato al 701 di Brickell Avenue. Al 1300 di Ocean Drive a Miami Beach si trova invece l'Hotel Cardozo, dove Ted nella pellicola alloggia. La maggior parte delle scene degli interni furono però filmate nel teatro di posa Greenwich Studios, situato a Miami al 12100 NE della 16ª Avenue.

### Scene eliminate

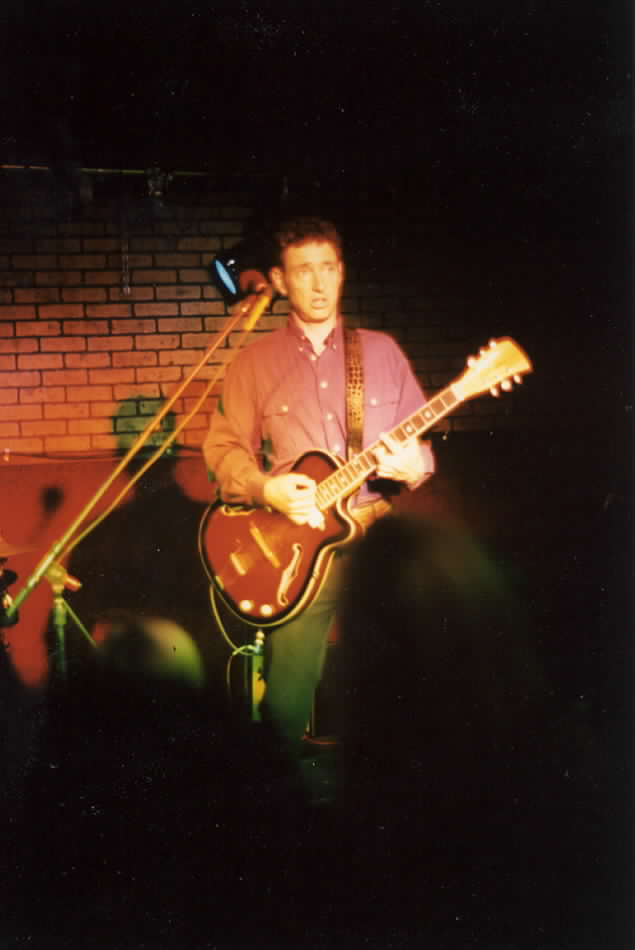
Il cantautore Jonathan Richman

Dei 130 minuti del filmato finale di Tutti pazzi per Mary, ne sono stati eliminati circa 10. Le scene rimosse, poi ripristinate nell'edizione speciale There's Something More About Mary, sono:
- Dei titoli di testa alternativi, creati tramite modelli in argilla.
- Una scena in cui Ted e Dom giocano a golf e discutono riguardo alla seduta di Ted con lo psicologo.
- Una versione più lunga dell'incontro tra Healy e Sully, e una sequenza in cui quest'ultimo sniffa della cocaina.
- Una scena in cui Mary consiglia a Magda di non bere troppo all'inizio della giornata e una nella quale Magda fuma una sigaretta.
- Una sequenza in cui un reporter intervista Ted mentre trasporta i mobili per il fratello del suo capo.
- Una versione più lunga della scena nella quale Mary e Healy visitano la mostra d'architettura e, al termine di questa, la richiesta del giovane di poter palpare il seno alla ragazza.
- Una scena ambientata in uno strip-club in cui Healy e Tucker discutono.
- Una versione più lunga del "combattimento" tra Ted e il cane Puffy.
- Una sequenza che mostra Sully inghiottito dal pitone che teneva nella sua abitazione.

## Colonna sonora
La colonna sonora è stata pubblicata nell'album There's Something About Mary.

## Promozione

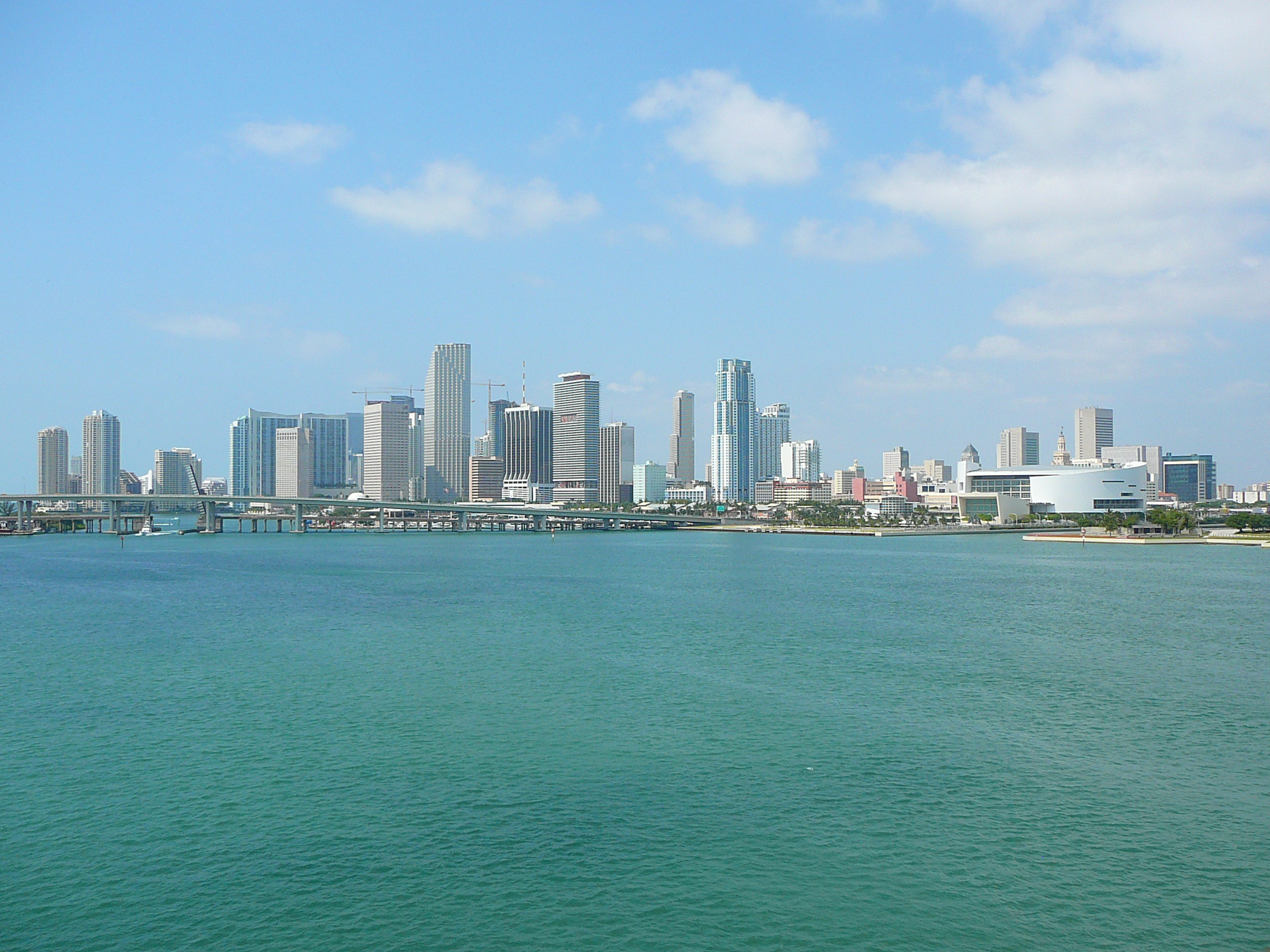
Miami, città in cui si svolgono gli eventi della seconda parte della pellicola

La tagline ufficiale di Tutti pazzi per Mary è A love story with only one thing on its mind..., tradotta nella locandina italiana come Una storia d'amore, con una sola cosa in testa..., per sottolineare la passione che provano tutti gli uomini nei confronti di Mary. Sono state utilizzate anche altre tagline per pubblicizzare la pellicola, utilizzate però solo negli Stati Uniti; tra di esse: Everyone's talking about Mary... (in italiano Tutti ne parlano); Warning: The guys who did 'Dumb & Dumber' and 'Kingpin' bring you a love story (Attenzione: I ragazzi che hanno fatto 'Scemo e più scemo' e 'Kingpin' ti fanno avere una storia d'amore); No animals were harmed in the making of this movie. Everybody else was on their own (Nessun animale è stato maltrattato durante la creazione di questo film. Tutti gli altri erano da soli); e infine Love is in the hair. (L'amore è nei capelli).
Oltre alla ragazza, nella locandina della pellicola compaiono anche i vari pretendenti, ognuno dei quali caratterizzato in italiano da un aggettivo e in inglese da una frase che lo descrive. Ben Stiller nella versione italiana viene definito "pazzo", in quella inglese "fissato riguardo a Mary"; similmente Pat Healy in italiano è "perso", mentre in inglese "sta spiando Mary"; Tucker è "stravolto" e inoltre "sta fingendo per Mary". Gli ultimi due pretendenti, Dom Wooganowski e Brett Favre, sono rispettivamente "imballato" e "malato" nella versione italiana, mentre in quella inglese l'uno "ha un'eruzione cutanea per Mary" e l'altro "gioca per Mary".

### Trailer
Il trailer di Tutti pazzi per Mary, distribuito nelle sale cinematografiche alcune settimane prima dell'uscita della pellicola, ha una durata di due minuti e venti secondi ed è basato sulla versione cinematografica del film; non comprende infatti le scene eliminate disponibili nella versione estesa del film.
Il filmato riassume brevemente la storia di Mary e Ted, mostrando l'incidente con la cerniera dei pantaloni che tenne lontani i due per tredici anni. Vengono inoltre presentati i vari pretendenti, descritti tramite una frase: Dom Wooganowski (He couldn't help it; in italiano Lui non poteva aiutarlo [Ted]) e Pat Healy (He couldn't explain it; in italiano Lui non poteva spiegarlo [il rapporto con Mary]). Nel trailer è quindi mostrata l'evoluzione del rapporto tra i due innamorati, le scene significative della loro relazione e le varie difficoltà che Ted deve superare per conquistare Mary, dall'interrogatorio con i poliziotti al "combattimento" con il cane Puffy. Tra le canzoni presenti nel filmato c'è (They Long to Be) Close to You dei The Carpenters.

## Distribuzione
L'anteprima di Tutti pazzi per Mary si tenne a Los Angeles nel cinema Westwood Village, intorno alle ore 16 del 10 luglio 1998. Furono presenti anche le attrici Claire Danes, Fran Drescher, Mimi Rogers e Christina Ricci, sebbene non avessero preso parte al film. In Italia l'anteprima fu invece organizzata a Roma il 13 ottobre dello stesso anno, nel cinema Savoy; essa registrò un tutto esaurito e vantò la presenza di personaggi celebri quali gli attori Fiorello, Riccardo Rossi e Ricky Tognazzi, il giornalista Vincenzo Mollica, la cantante Tosca, i produttori Fabrizio Lombardo e Fulvio Lucisano e la doppiatrice Simona Izzo.
La pellicola venne distribuita nel mondo principalmente tra il settembre e il novembre 1998; in particolare negli Stati Uniti il 15 luglio, mentre in Italia il 16 ottobre.

### Date di uscita
Sono di seguito elencate, in ordine cronologico, le date di uscita e il titolo (spesso modificato) del film in alcuni dei paesi nei quali è stato distribuito.
- 15 luglio 1998 negli Stati Uniti (There's Something About Mary) e in Canada (Marie a un je-ne-sais-quoi)
- 3 settembre in Australia (There's Something About Mary)
- 10 settembre in Argentina (Loco por Mary)
- 17 settembre in Grecia (Κάτι τρέχει με τη Μαίρη) e a Singapore
- 18 settembre in Brasile (Quem vai ficar com Mary?)
- 24 settembre a Hong Kong
- 25 settembre in Irlanda, in Norvegia (Alle elsker Mary) e nel Regno Unito (There's Something About Mary)
- 26 settembre in Corea del Sud (메리에겐 뭔가 특별한 것이 있다)
- 1º ottobre in Nuova Zelanda
- 7 ottobre nelle Filippine
- 9 ottobre in Messico (Loco por Mary)
- 16 ottobre in Italia (Tutti pazzi per Mary)
- 23 ottobre a Taiwan

- 29 ottobre in Germania (Verrückt nach Mary)
- 30 ottobre in Austria, in Portogallo (Doidos por Mary) e in Svizzera
- 6 novembre in Islanda (Það er eitthvað við Mary), in Polonia (Sposób na blondynke) e in Spagna (Algo más pasa con Mary)
- 10 novembre in Francia (Mary à tout prix)
- 11 novembre in Belgio (Mary à tout prix)
- 12 novembre in Repubblica Ceca (Neco na té Mary je) e Slovacchia (Nieco na tej Mary je)
- 19 novembre nei Paesi Bassi
- 20 novembre in Finlandia (Sekaisin Marista)
- 26 novembre a Israele (משתגעים על מרי) e in Russia (йНЕ-ВРН Н лЩПХ)
- 27 novembre in Danimarca, in Estonia, in Svezia (Den där Mary) e in Turchia (Ah Mary vah Mary)
- 17 dicembre in Ungheria (Keresd a nőt!)
- 16 gennaio 1999 in Indonesia
- 30 gennaio in Giappone (メリーに首ったけ; Mary ni kubitakke)

### Divieti
A causa di vari dialoghi e scene con riferimento al sesso (inclusa masturbazione, omosessualità e bisessualità, violenza sessuale in prigione), dell'uso di numerosi termini volgari e di alcune scene di violenza (il pestaggio ad opera della polizia di Ted, o il combattimento di quest'ultimo con il cane Puffy) il film ha ricevuto divieti in molti paesi. Negli Stati Uniti il film è stato classificato come restricted (vietato ai minori di 17 anni); in Italia – tramite visto censura 92345 del 16 gennaio 1998 – è stato definito per tutti e non ha quindi subito alcuna restrizione.
- Argentina - Vietato ai minori di 13 anni
- Australia - Vietato ai minori di 15 anni
- Brasile - Vietato ai minori di 14 anni
- Canada - Vietato ai minori di 14 anni
- Cile - Vietato ai minori di 18 anni
- Corea del Sud - Vietato ai minori di 18 anni
- Filippine - Vietato ai minori di 13 anni
- Finlandia - Vietato ai minori di 11 anni
- Francia - Per tutti
- Germania - Vietato ai minori di 12 anni
- Giappone - Vietato ai minori di 12 anni
- Irlanda - Vietato ai minori di 15 anni
- Islanda - Per tutti

- Italia - Per tutti
- Malaysia - Vietato ai minori di 18 anni
- Messico - Vietato ai minori di 12 anni
- Paesi Bassi - Per tutti
- Norvegia - Vietato ai minori di 11 anni
- Perù - Vietato ai minori di 14 anni
- Portogallo - Vietato ai minori di 12 anni
- Regno Unito - Vietato ai minori di 15 anni
- Singapore - Vietato ai minori di 16 anni
- Stati Uniti d'America - Vietato ai minori di 17 anni
- Spagna - Vietato ai minori di 13 anni
- Svezia - Vietato ai minori di 7 anni
- Svizzera - Vietato ai minori di 12 anni

### Edizione italiana

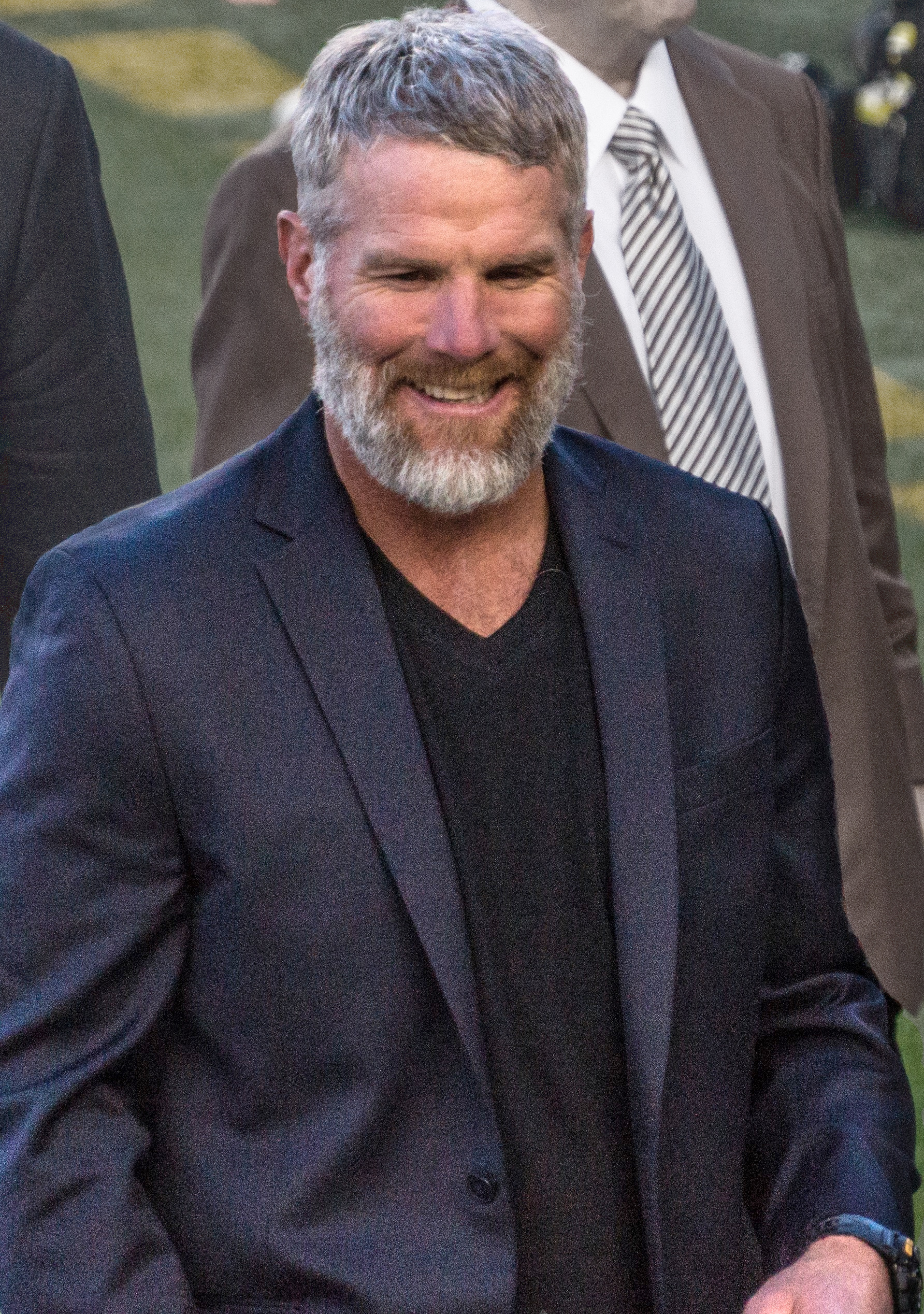
Brett Favre, il quale appare in un cameo come ex fidanzato di Mary

L'edizione italiana del film fu curata dalla società Art Collage srl., appartenente a Tonino Accolla; quest'ultimo rivestì contemporaneamente il ruolo di direttore del doppiaggio, dialoghista e doppiatore (sia del personaggio di Ted, sia del narratore Jonathan Richman). La sonorizzazione avvenne presso la Fono Roma Film Recording; l'assistente al doppiaggio e i fonici di doppiaggio e mixaggio furono rispettivamente Marina Allegrini, Franco Mirra e Alberto Doni. Per la versione in VHS è avvenuta inoltre la localizzazione dei titoli di testa e di coda del film, tuttavia per i passaggi televisivi successivi è stata eseguita una nuova localizzazione – esclusivamente per i titoli di testa – la quale erroneamente non riporta il nome dell'attrice Cameron Diaz.

### Edizioni home video
Nel corso degli anni, Tutti pazzi per Mary è stato distribuito dalla 20th Century Fox in tutti i formati in commercio e in varie edizioni.
Negli Stati Uniti la versione in VHS è uscita contemporaneamente a quella in DVD, il 3 agosto 1999; il 1º luglio 2003 è stata infine distribuita un'edizione in due dischi denominata There's Something More About Mary. Essa comprende numerosi contenuti speciali, tra i quali: scene eliminate, titoli di testa alternativi, trailer, backstage, commento dei fratelli Farrelly, featurette sulla "scena della zip" e sul cane Puffy, interviste al cast (Cameron Diaz, Ben Stiller, Matt Dillon e Chris Elliott) e approfondimenti con i musicisti Jonathan Richman e Tommy Larkins, lo sportivo Brett Favre, gli attori Harland Williams e W. Earl Brown, oltre che la versione karaoke della canzone Build Me Up Buttercup.
In Italia la versione in VHS è uscita nel settembre 1999, seguita il 6 ottobre 1999 dalla versione in DVD. Essa – avente audio Dolby Digital 5.1 – comprende anche la lingua inglese e quella francese e una selezione ridotta di contenuti speciali: trailer, karaoke, commento dei fratelli Farrelly e una featurette sulla "scena della zip"; in questa edizione gli extra non sono tuttavia sottotitolati. Il 5 maggio 2009 viene distribuito il Blu-ray della pellicola, contenente le lingue inglese, italiano, ceco, ungherese, spagnolo, russo, polacco e turco e i contenuti speciali presenti in There's Something More About Mary, in questo caso sottotitolati nelle varie lingue.

## Accoglienza

### Incassi
A fronte di un budget di circa 23 milioni di dollari, Tutti pazzi per Mary ha incassato oltre 176 400 000 $ negli Stati Uniti e 193 400 000 $ nelle restanti aree del mondo, per un totale globale di oltre 369 880 000 $. Durante il primo weekend di proiezione il film totalizzò oltre 13 milioni di dollari di incasso e si posizionò al quarto posto al botteghino, rimanendo stabile anche nel corso del mese successivo; tra il 4 e il 7 settembre il film incassò quasi 11 milioni di dollari, facendogli raggiungere il primo posto del box office, per poi iniziare definitivamente a calare. Fu il quarto film ad aver incassato maggiormente nel mondo nel 1998, terzo considerando esclusivamente gli Stati Uniti; in tale paese, Tutti pazzi per Mary si è rivelata inoltre la commedia dal maggiore incasso dell'anno. In Italia, la pellicola ha guadagnato oltre 10 600 000 €, a fronte di 2 658 470 spettatori.

### Critica

#### Critica americana

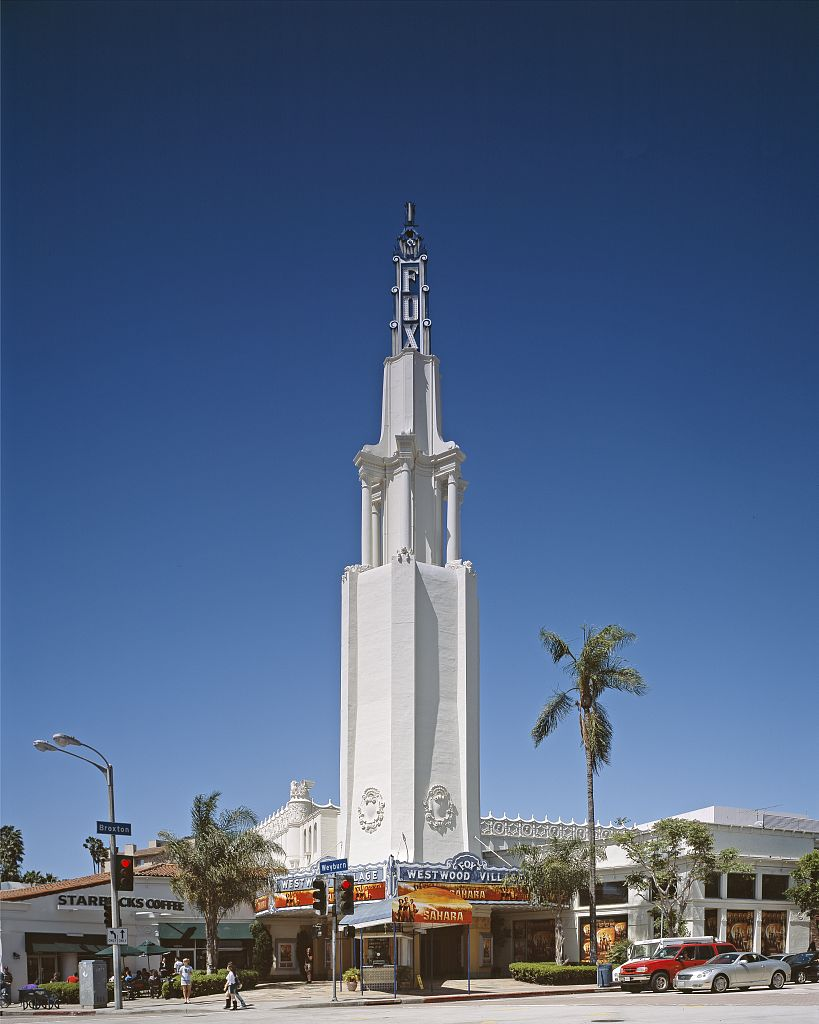
Il Westwood Village, cinema nel quale si tenne l'anteprima del film

La critica cinematografica ha assegnato giudizi generalmente favorevoli nei confronti di Tutti pazzi per Mary. Rotten Tomatoes ha dato al film un giudizio di 83% di valutazioni positive, sulla base di 83 recensioni, commentando che "è la prova che un umorismo sfacciatamente infantile non risulta necessariamente a scapito del cuore del film"; leggermente più bassa la valutazione del pubblico sul sito stesso, che assegna il 61% di "freschezza" tramite oltre 33 120 000 valutazioni. Su Internet Movie Database oltre 255.000 persone hanno assegnato una valutazione mediamente positiva, con una media di voti pari a 7.1 su 10; opinioni tendenzialmente favorevoli provengono anche da Metacritic, che dà al film un punteggio del 69% sulla base di 29 recensioni.
Michael O'Sullivan del Washington Post loda il film definendolo "divertente e capace di riscaldare il cuore"; Stephen Hunter, dello stesso quotidiano, ricorda invece con piacere il clima ilare presente nella sala cinematografica mentre veniva proiettato il film, sottolineando che rispetto a Scemo e più scemo la pellicola è "ancora più scema e più divertente" e dando anch'esso un giudizio positivo al film. Dello stesso avviso anche David Edelstein di Slate, che lo definisce "probabilmente l'ultima fantasia masochistica nerd, nella quale per due ore un gruppo di imbranati si umilia per cercare di attirare l'attenzione della elegante, amichevole, vivace e bionda dea Cameron Diaz". La performance dell'attrice è stata apprezzata anche da Peter Travers di Rolling Stone, secondo il quale "Diaz, interpreta Mary con la sua radiosa sensualità e la comicità tagliente tipica di una stella nascente". Todd McCarthy di Variety ritiene che il film "è stato fatto crudelmente, un po' troppo lungo e con varie cose che non funzionano, tuttavia è convincente, esempio che una commedia può essere lontana dalla perfezione e centrare comunque l'obiettivo", mentre Jonathan Rosenbaum del Chicago Reader sottolinea un miglioramento di regia. Andrew Sarris del New York Observer rimane positivamente impressionato dalle numerose gag del film, che mandano in frantumi "le presunte leggi sacre di cosa fa ridere la gente, e cosa no", come anche Geoff Andrew di Time Out, secondo il quale la pellicola è "rozza, offensiva, sessista ed estremamente divertente" e Kenneth Turan del Los Angeles Times che la definisce "una sconcertante sinfonia di umorismo volgare e rauco di basso livello", assegnando comunque una valutazione positiva alla pellicola.
Janet Maslin del New York Times ritiene che "Tutti pazzi per Mary può essere molte cose, ma 'noia' e 'routine' non sono tra queste"; Bob Graham del San Francisco Chronicle assegna al film 4/4 apprezzando che il film "espone le insicurezze degli spettatori riguardo al parlare di persone che sono 'diverse' - i ritardati, i disabili, quelli di altre razze, i gay - e mostra che possono essere anche divertenti". Roger Ebert del Chicago Sun-Times dà al film un giudizio di 3/4, dichiarando "che benedetto sollievo è la risata. [Il film] se ne frega delle buone maniere, dei valori, della correttezza politica e del decoro. Ci espone per quello che siamo, l'unico animale con il senso dell'umorismo". Alcune critiche provengono da Widget Walls di Needcoffee.com, secondo il quale la pellicola "quando è divertente, è spaventosamente spassosa, [...] mentre quando non è divertente è spaventosamente noiosa e troppo lunga", assegnando come valutazione "due tazze di caffè e mezzo". John Hartl di Film.com critica invece il finale della pellicola, definendolo "disperatamente arbitrario"; Robert Horton, dello stesso sito, ammette invece di aver riso molto, ma di essersi successivamente sentito in parte scioccato. Dennis Schwartz assegna al film C+, reputandolo molto divertente, ma criticando il fatto che "era troppo lungo e sembrava a volte lento, e la storia romantica era senza senso".

#### Critica europea
Sarah Taylor di Planetcinema.com dà una valutazione positiva, affermando di aver riso veramente molto durante la visione della pellicola grazie alle numerose battute di spirito, similmente a Christian Jauberty di Première per il quale "il film è letteralmente bombardato scena dopo scena da esplosioni comiche difficilmente resistibili e perdipiù inaspettate, che attingono a piene mani da materiale che non vi fa divertire dai tempi delle elementari". Alcune perplessità provengono invece da Marina Bergamelli di Cinopsis.com, la quale ritiene che "le persone che hanno amato Scemo e più scemo dovrebbero apprezzare anche questa coloratissima storia, purtroppo non sempre della massima finezza". Didier Péron di Libération apprezza che "Tutti pazzi per Mary ha la panoplia distruttiva dei primi Monty Python e l'ilare armamento de L'aereo più pazzo del mondo", mentre Franck Garbarz di Positif scrive che "non capita tutti i giorni che provenga da oltre l'Atlantico una commedia sia irriverente che esilarante. Questo non è così male". Aurelien Férenczi di Télérama si chiede invece se "dovremmo ridere o essere sconvolti? E, se ridiamo, ci dovremmo imbarazzare" concludendo con il ritenere che "quello che conta è la vivacità comica di alcune trovate"; Jean-François Rauger di Le Monde definisce il film "divertente, ma solo a volte" e affermando che tale divertimento dura spesso solo il tempo di una gag.
Frank Ehrlacher di Moviemaster.de afferma che il film "è esattamente come ci si aspetta: ci sono esilaranti momenti slapstick […], tuttavia le scene di intermezzo sembrano un po' troppo lunghe, dato che lo spettatore sta solo ad aspettare l'arrivo del punto saliente successivo ad esse, che ogni volta arriva". Pascal Reis di Moviebreak.de assegna alla pellicola una valutazione di 9 su 10, affermando che "ogni membro del cast risulta adatto, in un film ottimamente scritto e perfettamente realizzato. I fratelli Farrelly con Tutti pazzi per Mary danno vita a una delle migliori commedie di tutti i tempi, […] ma non è solo l'infallibile senso dell'umorismo a rendere la pellicola eccezionale, bensì la sincera passione con la quale gli attori sono diretti dai registi". Tonio Alarcón di Miradasdecine.es riconosce in Tutti pazzi per Mary una delle pellicole che hanno maggiormente innovato la commedia americana, evidenziando la bravura di Ben Stiller e "dimostrando che anche con un umorismo basato solo su gag si possono comunque narrare delle storie classiche, con personaggi ben sviluppati". Il critico José Luis Lemos inserisce invece il film tra le proprie 1001 pellicole da vedere, confrontandola direttamente a Kingpin; rispetto a tale film "Tutti pazzi per Mary non è migliore per una questione di incassi: si percepisce una maggiore maturità nella narrazione degli eventi e un'incontrollabile ferocia nelle gag".

#### Critica italiana
FilmUP.com definisce la pellicola "una commedia romantica, dissacrante ed irriverente" e sottolinea "le esilaranti battute e le scene divertenti e un po' ciniche, ma mai cattive". Al contrario, Pino Farinotti di MYmovies.it ritiene il film "inconsistente, banale e privo di invenzioni" e assegna alla pellicola 2 stelle su 5. Maurizio Porro del Corriere della Sera, sebbene non apprezzi particolarmente la regia dei fratelli Farrelly e ritenga l'intera vicenda "un amore che fa rima con bugia", sottolinea il fatto che "la sceneggiatura è ricca, e l'incastro delle storie corrisponde ad una pazzia che ha del metodo e almeno manda in tilt la finta moralità del cittadino medio". Roberto Nepoti de La Repubblica ritiene che "il pregio maggiore del film è proprio la mancanza di ritegno [...], è totalmente incorrect, una pecora nera piena di situazioni sfrontate, impudenti e kitsch", che lo rendono "un concentrato di divertimento, che rischia di diventare il caso comico dell'anno". Michele Anselmi de L'Unità apprezza il fatto che in Tutti pazzi per Mary ogni persona sia presa di mira, e che sia una pellicola dove "si può fare una gag su un handicappato senza per questo offendere la sfortunata categoria". Fabrizio Pirovano di ReVision Cinema nota invece che "il confine tra crudeltà e divertimento, tra ilarità e cinismo, è a volte veramente sottile e solo il registro, il tono della situazione, può essere arbitro per l'emergere di uno rispetto all'altro".
Silvio Danese de Il giorno critica il film che "incomincia come una ordinaria commedia romantica, finisce come una farsaccia" dove gli sceneggiatori si sono dimenticati di scrivere il personaggio a Cameron Diaz, definendolo "da ridere e da dimenticare"; anche Lietta Tornabuoni de La Stampa dà un giudizio negativo alla pellicola, dove tutto si riduce ad "uno che si masturba al gabinetto per allentare la tensione prima d'un incontro amoroso". Pietro Calderoni di Ciak apprezza invece la recitazione dei tre protagonisti (Cameron Diaz, Ben Stiller e Matt Dillon", definendoli assai convincenti e sottolineando anch'esso che il film ha il suo maggior pregio, piuttosto che nella regia, proprio nella sceneggiatura. Niccolò Rangoni Machiavelli di Spietati.it valuta la pellicola 7/10, definendola "un ibrido che disattende le aspettative [...] diviso fra Ordine e Caos, con la scheggia volgare, impazzita o stralunata sovente cucita addosso allo spunto melodrammatico". Il Morandini apprezza che nel film "sono messi in fila tutti gli stereotipi della commedia sentimentale per smontarli e frantumarli con una spudorata buffoneria che sghignazza sulle regole del 'politicamente corretto' e del buon costume", notando inoltre che varie gag "sono passate agli onori della cronaca, se non della storia" e che "critici e spettatori sono divisi in due fazioni". Similmente, il Mereghetti afferma che la pellicola è "una commedia che combina satira di costume e humor («basso») con una leggerezza al vetriolo e una spudoratezza calcolata, ritrovando il ritmo delle commedie screwball".

## Riconoscimenti
Tutti pazzi per Mary vinse numerosi premi cinematografici, tra cui quattro MTV Movie Awards, nelle categorie "miglior film", "miglior performance femminile" (Cameron Diaz), "miglior cattivo" (Matt Dillon), "miglior combattimento" (Ben Stiller contro il cane Puffy) e due Blockbuster Entertainment Awards per "migliore attrice in una commedia" (Cameron Diaz) e "miglior attore di supporto in una commedia" (Matt Dillon). Ai Teen Choice Award il film ricevette riconoscimenti per "migliore commedia", "migliore scena più divertente" (Matt Dillon e il cane Puffy) e "migliore scena più disgustosa" (Cameron Diaz per la "sequenza del gel"). Il film fu ritenuto "miglior film commedia" anche nei People's Choice Awards e nei Producers Guild of America Awards; in quest'ultimo caso furono premiati sia i registi (Peter e Bobby Farrelly) che la casa di produzione (20th Century Fox).
La pellicola ricevette inoltre due candidature per il Globo d'oro, nelle categorie "miglior film commedia o musicale" e "migliore attrice in un film commedia o musicale" (Cameron Diaz); l'attrice ricevette nomination per il suo ruolo da protagonista anche per gli Awards Circuit Community Awards e per l'ALMA Award. Nel 2000 il film è stato inserito al ventisettesimo posto dell'AFI's 100 Years... 100 Laughs, lista comprendente le migliori cento commedie del cinema statunitense; la pellicola è stata inoltre nominata dall'American Film Institute in ulteriori tre categorie: nel 2002 all'interno della AFI's 100 Years...100 Passions, nel 2007 nell'edizione aggiornata della AFI's 100 Years...100 Movies e l'anno successivo nella sezione relativa alle commedie romantiche della AFI's 10 Top 10.
- 1998 - Awards Circuit Community Awards
  - Candidatura per la miglior attrice protagonista a Cameron Diaz
- 1998 - Bogey Awards
  - Bogey Award
- 1998 - Boston Society of Film Critics
  - Candidatura per la migliore sceneggiatura a Peter Farrelly, Bobby Farrelly, Ed Decter e John J. Strauss
- 1998 - New York Film Critics Circle Awards
  - Miglior attrice protagonista a Cameron Diaz
- 1999 - Golden Globe
  - Candidatura per il miglior film commedia o musicale
  - Candidatura per la miglior attrice in un film commedia o musicale a Cameron Diaz
- 1999 - ALMA Award
  - Candidatura per la miglior attrice in un film o in un ruolo crossover a Cameron Diaz
- 1999 - American Comedy Awards
  - Miglior attrice protagonista in un film commedia a Cameron Diaz
  - Candidatura per il miglior attore protagonista in un film commedia a Ben Stiller
  - Candidatura per il miglior attore non protagonista in un film commedia a Chris Elliott
- 1999 - American Society of Composers, Authors and Publishers Awards
  - Miglior film al botteghino a Jonathan Richman
- 1999 - Goldene Leinwand
  - Goldene Leinwand
- 1999 - 'Online Film & Television Association
  - Candidatura per il miglior film commedia o musicale
  - Candidatura per la miglior sequenza cinematografica

- 1999 - MTV Movie Awards
  - Miglior film
  - Miglior performance femminile a Cameron Diaz
  - Miglior cattivo a Matt Dillon
  - Miglior combattimento a Ben Stiller
  - Candidatura per la miglior performance comica a Cameron Diaz
  - Candidatura per la miglior performance comica a Ben Stiller
  - Candidatura per la miglior coppia a Cameron Diaz e Ben Stiller
  - Candidatura per il miglior bacio a Cameron Diaz e Ben Stiller
- 1999 - Blockbuster Entertainment Awards
  - Miglior attrice in una commedia a Cameron Diaz
  - Miglior attore non protagonista in una commedia a Matt Dillon
  - Candidatura per il miglior attore in una commedia a Ben Stiller
  - Candidatura per la miglior attrice non protagonista in una commedia a Lin Shaye
- 1999 - People's Choice Awards
  - Migliore film commedia
- 1999 - Producers Guild of America Awards
  - Miglior film a Peter Farrelly e Bobby Farrelly
  - Miglior film alla 20th Century Fox
- 1999 - Teen Choice Awards
  - Miglior commedia
  - Migliore scena più divertente a Matt Dillon
  - Migliore scena più disgustosa a Cameron Diaz
  - Candidatura per la miglior attrice a Cameron Diaz
- 2003 - DVD Exclusive Awards
  - Candidatura per le migliori scene eliminate ed errori

## Citazioni e riferimenti
La pellicola contiene al suo interno citazioni, più o meno evidenti, di opere a essa precedenti; a causa della sua fama, il film è stato in seguito omaggiato da numerose altre pellicole e da programmi televisivi, anche per mezzo della parodia.

### Opere citate nel film
- Mary parla con Magda e poi con Pat della pellicola del 1971 Harold e Maude, affermando che è il suo film preferito e aggiungendo: "è la più grande storia d'amore dei nostri tempi. Dice che l'amore non ha niente a che fare con i soldi, il ceto sociale, o l'età… ma solo con due persone che si prendono, che hanno qualcosa in comune, tipo anime gemelle". Pat dice invece di aver notevolmente apprezzato Per vincere domani - The Karate Kid, che considera un classico.
- Poco prima che Ted apra la porta del bagno in cui si trova Puffy, Mary dice all'amico che il cane "è un border terrier, come Benji". Il nome di quest'ultimo è un riferimento al cane Beniamino, protagonista nel 1974 di un film omonimo che ha poi avuto tre seguiti.
- Il gesto di Warren che si mette le mani sulle orecchie quando si sente minacciato è un omaggio al film del 1988 Rain Man - L'uomo della pioggia, in cui il protagonista Raymond compie un'azione analoga mentre si trova con il fratello minore Charlie in bagno, spaventato dall'acqua calda.
- L'arresto di Ted mentre si trova in un'area di parcheggio per orinare viene ripreso dalla trasmissione Cops, la quale segue alcuni agenti di polizia durante le loro attività.
- Quando verso la fine Ted dice a Mary che è giusto che lei stia con Brett e non con lui perché questo è ciò che è meglio per lei, rinunciando quindi al suo amore, è una citazione della sequenza finale di Casablanca.

### Citazioni in opere successive al film
- La scena nella quale il membro di Ted rimane incastrato con la cerniera dei pantaloni è stata ripresa nella pellicola del 2001 Ragazze pom pom al top; in questo caso, l'inconveniente non è tuttavia rappresentato da una cerniera, bensì da un anello vibrante.
- All'interno del film del 2001 La cosa più dolce… il personaggio di Christina Walters, interpretato da Cameron Diaz, osserva il ritratto di un cane e afferma che esso gli ricorda un suo precedente animale domestico, Puffy.
- La celebre scena del gel per capelli è stata ripresa in forma di parodia nel film del 2006 Hot Movie - Un film con il lubrificante; la protagonista Julia Jones, mentre si trova in un negozio per acquistare abiti da sposa, riceve infatti una forte scossa elettrica che la porta ad avere il medesimo "ciuffo" di Mary.
- La stessa scena è stata citata nell'episodio Il re è morto! de I Griffin, ma con un inconsapevole Stewie al posto di Mary.
- Nozomi, protagonista del film del 2009 Kūki ningyō, cerca in tutti i modi di ricordarsi il titolo della pellicola nel suo tragitto dal luogo di lavoro a casa.
- Nel film del 2012 Vicini del terzo tipo il personaggio di Evan Trautwig, interpretato da Ben Stiller, viene soprannominato "salsiccia e fagioli"; Ted Stroehmann aveva ricevuto da Warren il medesimo soprannome all'interno di Tutti pazzi per Mary.
- Il film ha ricevuto nel 2005 un rifacimento ad opera di Bollywood, dal titolo Deewane Huye Paagal[102]; un ulteriore rifacimento è stato prodotto nel 2010 e intitolato Manmadhan Ambu[103].
- Nel film Natale a New York del 2006, Filippo (fabio de luigi) avvolge il cane della sua fidanzata Mary, e in quel caso la suocera gli confessa che il cane si addormenta solo quando sta con chi si fida.
- Tutti pazzi per Mary è stato d'ispirazione per numerose commedie romantiche, tra cui American Pie e 40 anni vergine, le quali ne riprendono in parte la struttura[7].